# مجمع شمسي حراري
مجمع الطاقة الشمسية الحرارية هو مجمع يتم تصميمه لتجميع الحرارة عن طريق امتصاص أشعة الشمس. والمجمع هو جهاز يهدف لتحويل الطاقة الحرارية الموجودة في أشعة الشمس أو الإشعاع الشمسي إلى صورة أكثر قابلية للاستخدام والتخزين. هذه الطاقة تكون على هيئة أشعة كهرومغناطيسية تتراوح أطوالها الموجية بين الأشعة تحت الحمراء (الطويلة) إلى الأشعة فوق بنفسجية (القصيرة). وتصل كمية الطاقة الشمسية التي تضرب سطح الأرض إلى حوالي 1000 واط لكل متر مربع تحت السماء الصافية وهذا يعتمد على الظروف الجوية والموقع واتجاه السطح.
تعتبر ألواح شمسية لتسخين المياه المعروفة بالسخانات الشمسية أحد الأشكال الشائعة لمجمعات الطاقة الشمسية الحرارية المستخدمة في المنازل، ولكن مصطلح «مجمع الطاقة الشمسية الحرارية» قد يشير أيضاً إلى تركيبات أكثر تعقيداً لتركيز وتجميع الطاقة الشمسية الحرارية مثل جهاز مكافئ الطاقة الشمسية، أحواض الطاقة الشمسية، أبراج الطاقة الشمسية، أو إلى تركيبات أقل تركيزا للحرارة وأقل تعقيداً مثل التدفئة الشمسية للهواء وبرج التيار الهوائي الصاعد شمسيا. كما وتستخدم محطات الطاقة الشمسية عادة المجمعات الأكثر تعقيداً لتوليد الكهرباء عن طريق تسخين الماء لإنتاج البخار والذي يحرك التوربين المتصلة بمولد كهربائي. وعادة ما تستخدم المجمعات الأقل تعقيداً في المباني السكنية والتجارية للتدفئة الإضافية للمباني عمودية على أشعة الشمس.

## أنواع المجمعات الشمسية المستخدمة لتجميع الحرارة
تقع المجمعات الشمسية في فئتين عامتين: غير المركزة والمركزة. في النوع غير المركز، تكون منطقة التجميع (أي المنطقة التي تعترض الإشعاع الشمسي) هي نفس منطقة الامتصاص (أي المنطقة التي تمتص الإشعاع). وفي مثل هذه الأنواع، تمتص لوحة الطاقة الشمسية بأكملها الضوء.
وتستخدم مجمعات الألواح المسطحة ومجمعات الأنابيب المفرغة لتجميع الحرارة لأغراض تدفئة المباني أو لتدفئة المياه المنزلية أو للتبريد باستخدام مبردات الامتصاص.

### مجمع التخزين المتكامل (ICS)
التخزين بالمجمع المتكامل هو وسيلة لتخزين الطاقة الحرارية داخل مجمع. وعلى الرغم من أن المجمع الحراري القياسي لديه بعض السعة التخزينية داخل الأنابيب الخاصة به، إلاّ أن مجمع التخزين المتكامل يعمل من خلال إمّا أنابيب كبيرة الحجم أو قنوات صندوق مستطيل كبيرة من أجل زيادة السعة التخزينية للسائل داخل المجمع. وهذا يسمح لتوفر قدرة حرارية إضافية دون الحاجة إلى خزان معزول منفصل.

### مجمعات الألواح المسطحة

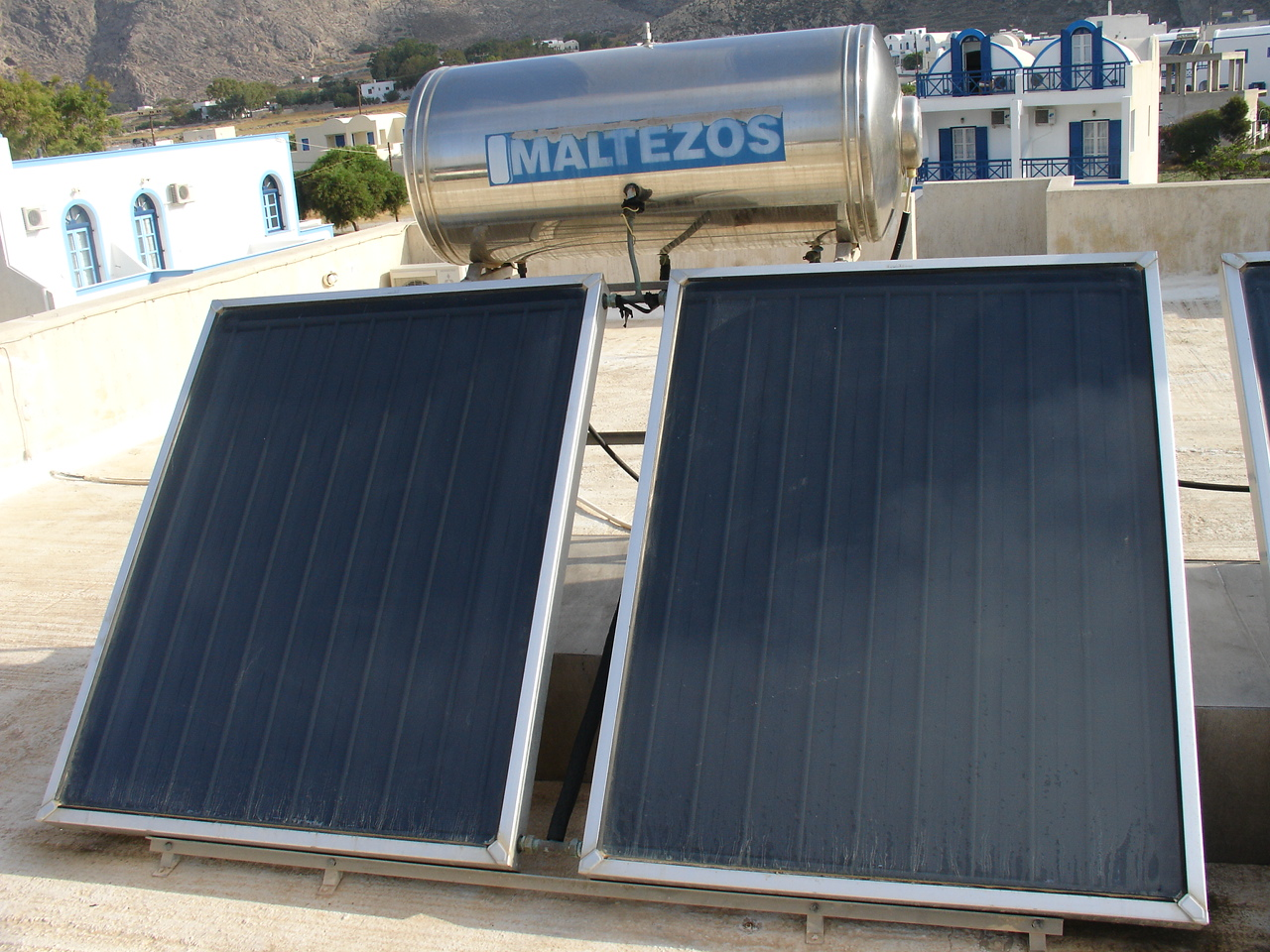
نظام ألواح مسطحة حراري لتسخين المياه المنتشرة على سطح مستوي.

مجمعات الألواح المسطحة، التي تم تطويرها بواسطة هوتيل وويلير عام 1950، تعد النوع الأكثر شيوعاً. وهي تتكون من (1) لوح مسطح داكن لامتصاص الطاقة الشمسية، (2) غطاء شفاف يسمح للطاقة الشمسية بالمرور ولكنه يقلل من فقدان الحرارة، (3) سائل لنقل الحرارة (الهواء، مضاد التجمد، أو الماء) لإزالة الحرارة من لوح الامتصاص، (4) داعم أو غطاء لعزل الحرارة. ويتكون لوح الامتصاص من صحيفة امتصاص رقيقة (من بوليمرات ثابتة حرارياً، ألومنيوم، صلب أو نحاس، والتي يتم طلائها بطلاء أسود لامع أو انتقائي) مدعومة في كثير من الأحيان بشبكة أو ملف من أنابيب بها سائل موضوعة في غلاف معزول من الزجاج أو غطاء من البولي كربونات. وفي ألواح تسخين المياه، عادة ما يتم تمرير السائل خلال أنابيب لنقل الحرارة من لوح الامتصاص إلى خزان مياه معزول. وقد يتحقق ذلك مباشرة أو عن طريق مبادل حراري. معظم الشركات المصنعة لحرارة الهواء وبعض الشركات المصنعة لحرارة المياه لديها لوح امتصاص مغمور كلياً مكون من لوحتين من المعدن يمر بينهما السائل. ولأن منطقة التبادل الحراري أكبر، فإنها قد تكون أكثر كفاءة قليلاً من ألواح الامتصاص التقليدية.
يمر ضوء الشمس عبر الواجهات الزجاجية ويضرب لوح الامتصاص، والذي حينما يسخن يحول الطاقة الشمسية إلى طاقة حرارية. ويتم نقل الحرارة إلى السائل الذي يمر خلال الأنابيب المتصلة بلوح الامتصاص. وعادة ما يتم طلاء ألواح الامتصاص «بطلاءات انتقائية»، والتي بدورها تمتص وتحتفظ بالحرارة بدرجة أفضل من الطلاء الأسود العادي. وعادة ما تصنع ألواح الامتصاص من معدن – النحاس أو الألومنيوم- لأن هذا ال[[معدن موصل جيد للحرارة. ويعتبر النحاس أكثر تكلفة ولكنه موصل أفضل وأقل عرضة للتآكل مقارنة بالألومنيوم. وفي المواقع التي يتوفر فيها معدلات متوسطة من الطاقة الشمسية، يكون حجم مجمعات الألواح المسطحة تقريباً نصف إلى واحد قدم مربع لكل جالون من استخدام الماء الساخن يومياً.
هناك عدد من تشكيلات أنابيب الامتصاص:
- القيثارة: تصميم تقليدي ذو أنبوبة سفلية رافعة وأنبوبة تجميع علوية، تستخدم في الأنظمة الحرارية منخفضة الضغط وأنظمة الضخ.
- الأفعواني أو المعوج: هو نوع مستمر يعمل على زيادة درجة الحرارة ولكن ليس إجمالي الطاقة الإنتاجية في أنظمة التدفق أو السريان المتغيرة، وتستخدم في أنظمة المياه الساخنة المنزلية فقط المدمجة الشمسية (أي لا دور لها في تدفئة المباني).
- لوح الامتصاص المغمور كلياً المكون من لوحين من المعدن المستخدمين لإنتاج منطقة دوران.
- مجمعات امتصاص الطبقة الحدية وتتكون من عدة طبقات من الصفائح الشفافة والمعتمة والتي تسمح بالامتصاص في طبقة حدية. ولأن الطاقة الشمسية يتم امتصاصها في الطبقة الحدية، فإن التحول الحراري قد يكون أكثر كفاءة من المجمعات التي يتم توصيل فيها الحرارة الممتصة خلال مادة وذلك قبل تراكم الحرارة في سائل دوار.[بحاجة لمصدر]

كبديل للمجمعات المعدنية، يتم إنتاج مجمعات ألواح مسطحة بوليمرية جديدة الآن في أوروبا. وقد تكون مصنوعة كلياً من البوليمر، أو أنها قد تشمل لوحات معدنية أمام قنوات مياه تتحمل التجميد مصنوعة من مطاط السيليكون.البوليمرات، والتي تعد مرنة ومن ثم تتحمل التجمد، لديها القدرة على احتواء الماء العادي بدلاً من مضادات التجمد، لذلك يمكن تسييرها مباشرة إلى خزانات المياه الموجودة بدلاً من الحاجة لاستخدام مبادلات حرارية والتي تقلل الكفاءة. وبالاستغناء عن المبادلات الحرارية في هذه الألواح المسطحة، فإن درجات الحرارة لا يلزم أن تكون عالية جداً لكي تعمل أنظمة الدوران لذا فإن مثل تلك الألواح المباشرة للدوران، سواء كانت من
البوليمر أو غير ذلك، قد تكون أكثر فعالية وخاصة في المستويات المنخفضة من الضوء.
بعض المجمعات البوليمرية المطلية بشكل انتقائي في وقت مبكر تعاني من السخونة الزائدة عندما يتم عزلها، حيث يمكن أن تتجاوز درجات حرارة الركود أو الجمود درجة انصهار البوليمر. على سبيل المثال، درجة انصهار البولي بروبيلين هي 160 درجة مئوية (320 درجة فهرنهايت)، في حين أن درجة حرارة الركود أو الجمود للمجمعات الحرارية المعزولة قد تزيد عن 180 درجة مئوية (356 درجة فهرنهايت) إذا لم يتم استخدام استراتيجيات التحكم. ولهذا السبب لا يتم استخدام البولي بروبيلين غالبا في المجمعات الشمسية الزجاجية المطلية انتقائياً. ويتم استخدام البوليمرات مثل السيليكون المعتدل على نحو متزايد (والذي يذوب عند درجة حرارة أكبر من 250 درجة مئوية (482 درجة فهرنهايت). بعض المجمعات الشمسية الزجاجية غير القائمة على بوليمر البولي بروبيلين يتم طلائها بالأسود اللامع بدلاً من طلائها انتقائياً من أجل تقليل درجة حرارة الركود أو الجمود إلى 150 درجة مئوية (302 درجة فهرنهايت) أو أقل.
وفي المناطق التي يكون فيها التجمد احتمال قائم، فإن تحمل التجمد (وهي القدرة على التجمد مراراً وتكراراً دون تشقق) يمكن تحقيقه من خلال استخدام بوليمرات مرنة. ولقد تم استخدام أنابيب مطاط السيليكون لهذا الغرض في المملكة المتحدة منذ عام 1999. المجمعات المعدنية التقليدية تعد عرضه للضرر من التجمد، لذلك إذا كانت مملوءة بالمياه، فإنه يجب تسييرها بعناية بحيث يتم تصريفها تماماً لأسفل باستخدام الجاذبية قبل توقع حدوث التجمد، لذلك فإنها لا تتصدع. ويتم تثبيت العديد من المجمعات المعدنية كجزء من نظام مبادل حراري مغلق. وبدلاً من الحاجة لتدفق المياه الصالحة للشرب مباشرة خلال المجمعات، فإنه يتم استخدام خليط من الماء ومادة مضادة للتجمد مثل البروبيلين جليكول (والذي يستخدم في الصناعات الغذائية) كسائل لتبادل الحرارة للحماية من أضرار التجمد وصولاً إلى درجة حرارة الخطر المحددة محلياً والتي تعتمد على نسبة البروبيلين جليكول في الخليط.
استخدام الجليكول يقلل من حرارة الماء مما يزيد بشكل طفيف من القدرة على التحمل، في حين أن إضافة مبادل حراري إضافي قد يخفض من أداء النظام عند المستويات المنخفضة من الضوء.
المجمع غير المطلي أو (البركة) هو شكل بسيط من مجمعات الألواح المسطحة دون وجود غطاء شفاف. وعادة ما يتم استخدام البولي بروبيلين أو مطاط (EPDM) أو مطاط السيليكون كلوح امتصاص. ولتدفئة التجمع أو البركة، يمكن أن تعمل بشكل جيد جداً عندما تكون درجة الحرارة الناتجة المرغوبة قريبة من درجة الحرارة المحيطة (أي: عندما يكون الجو الخارجي دافئ). وكلما أصبحت درجة الحرارة المحيطة أبرد، تصبح تلك المجمعات أقل فعالية.
معظم مجمعات الألواح المسطحة لديها متوسط عمر متوقع أكثر من 25 سنة.

#### التطبيقات
الاستخدام الرئيسي لهذه التقنية يكون في المباني السكنية حيث يكون الطلب على الماء الساخن له تأثير كبير على فواتير الطاقة. هذا يعني بشكل عام الوضع في عائلة كبيرة، أو الحالة التي يكون فيها الطلب على الماء الساخن متزايد أو مفرط بسبب الغسيل المتكرر. وتشمل التطبيقات التجارية المغاسل، وغسيل السيارات، ومرافق غسيل الملابس العسكرية، ومؤسسات الأطعمة. ويمكن استخدام هذه التقنية أيضا لأغراض التدفئة إذا كان المبنى موجود خارج نطاق الشبكة أو إذا كانت طاقة الاستخدام معرضة للانقطاع المتكرر.
نظم تسخين المياه بالطاقة الشمسية من المرجح أن تكون فعالة من حيث التكلفة مقارنة بأنظمة تسخين المياه والتي تعد مكلفة التشغيل، أو مع عمليات مثل المغاسل أو المطابخ والتي تتطلب كميات كبيرة من الماء الساخن.
يشيع استخدام المجمعات السائلة الغير مطلية لتسخين المياه في حمامات السباحة. ولأن هذه المجمعات لا تحتاج تحمل درجات حرارة عالية، فإنها يمكن أن تستخدم مواد أقل تكلفة مثل البلاستيك أو المطاط. كما أنها أيضا لا تتطلب وجود موانع للتجمد لأن حمامات السباحة عادة ما تستخدم فقط في الأجواء الدافئة ويمكن تجفيفها بسهولة أثناء الطقس البارد.
في حين أن مجمعات الطاقة الشمسية هي الأكثر فعالية من حيث التكلفة في المناطق المعتدلة والمشمسة، إلا أنها يمكن أن تكون فعالة من حيث التكلفة تقريبا في أي مكان في البلاد لذا يجب وضعها في الاعتبار.

### مجمعات الأنابيب المفرغة

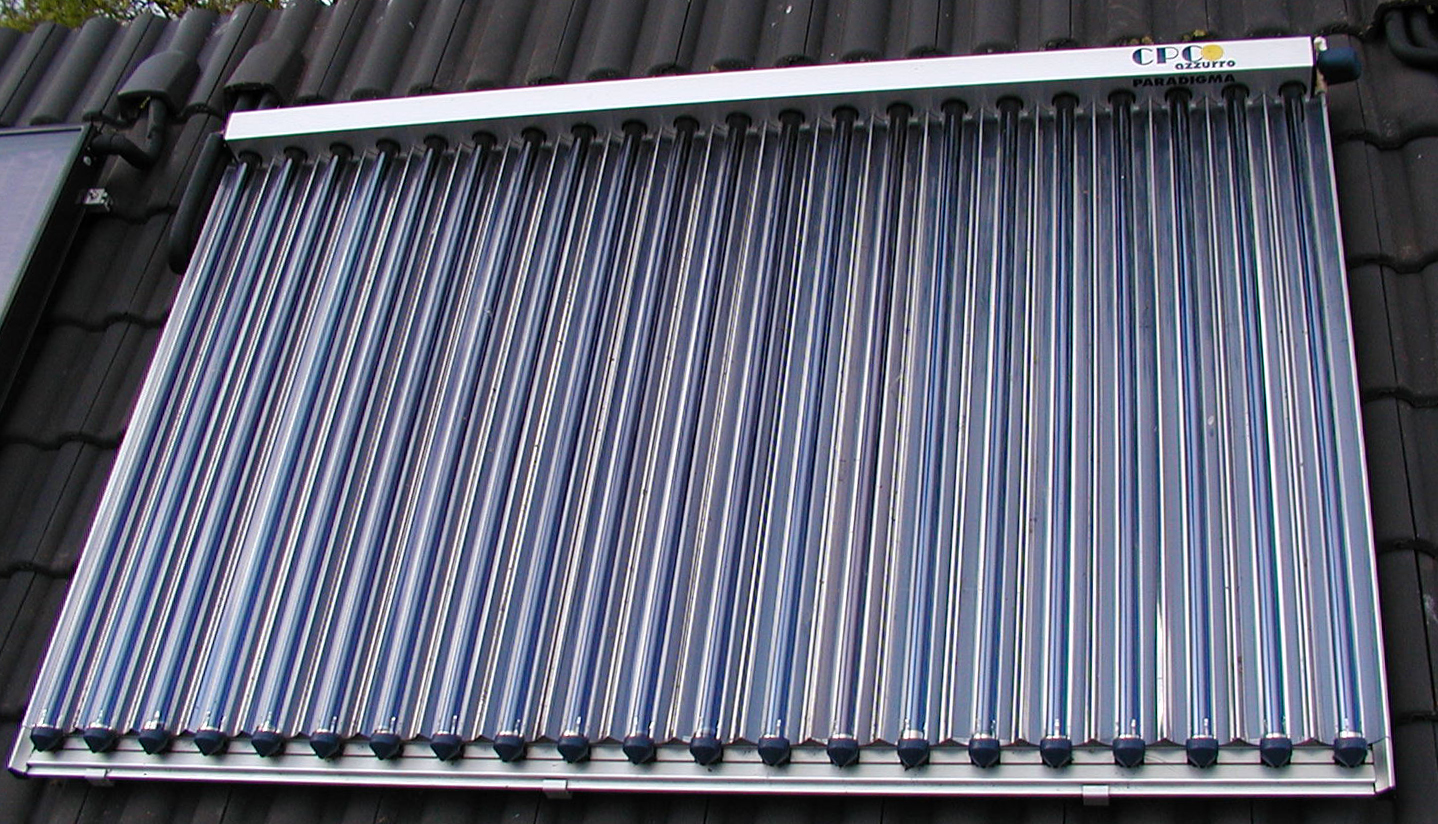
مجمع أنابيب مفرغة

معظم مجمعات الأنابيب المفرغة المستخدمة في أوروبا الوسطى تستخدم أنابيب الحرارة لجوهرها بدلا من تمرير سائل مباشرة من خلالها. ويعتبر التدفق المباشر هو الأكثر شيوعا في الصين. وتتكون أنابيب الحرارة المفرغة من أنابيب زجاجية مفرغة عديدة كلا منها يحتوي على لوح امتصاص مدمج أو ملتحم بأنبوبة حرارية. ويتم نقل الحرارة من الطرف الساخن للأنابيب الحرارية إلى السائل المنتقل (الماء أو خليط مضاد للتجمد- عادة البروبيلين جليكول) من الماء الساخن المنزلي أو نظام تدفئة في مبادل حراري يسمى «متعدد الجوانب أو متشعب»، والذي يكون ملفوف في انعزال ومغطى بصفائح معدنية أو بالبلاستيك لحمايته من العناصر.
الفراغ الذي يحيط بخارج الأنبوبة يقلل إلى حد كبير من الحمل الحراري والتوصيل وفقدان الحرارة إلى الخارج، لذلك يحقق قدر أكبر من الكفاءة من مجمعات الألواح المسطحة، وخاصة في الأحوال الجوية الأكثر برودة. ويتم فقدان هذه الميزة إلى حد كبير في الظروف المناخية الحارة، إلا في الحالات التي يكون فيها الماء الساخن جدا مرغوب فيه، على سبيل المثال مياه العمليات التجارية. درجات الحرارة المرتفعة التي يمكن أن تحدث قد تتطلب تصميم نظام خاص لمنع السخونة الزائدة.

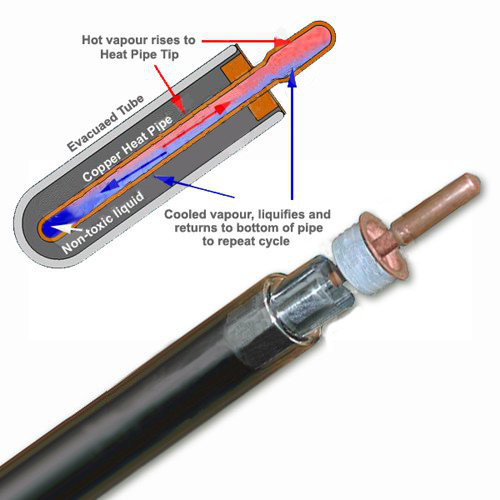
أنبوبة مفرغة زجاجية- زجاجية

بعض الأنابيب المفرغة (الزجاجية – المعدنية) يتم صنعها من طبقة واحدة من الزجاج والتي تلتحم أو تندمج بالأنبوبة الحرارية في النهاية العلوية وتحيط بالأنبوبة الحرارية وبلوح الامتصاص في الفراغ. البعض الآخر (الزجاجية – الزجاجية) تكون مصنوعة من طبقة مزدوجة من الزجاج ملتحمة ببعضها عند إحدى أو كلا النهايات داخل الفراغ ما بين الطبقات (مثل زجاجة الفراغ أو القارورة)، حيث يكون لوح الامتصاص والأنبوبة الحرارية موجودين في الضغط الجوي العادي. الأنابيب الزجاجية – الزجاجية لديها غلق للفراغ موثوق به للغاية، ولكن الطبقتين من الزجاج يقللا من الضوء الذي يصل إلى لوح الامتصاص. وقد تدخل الرطوبة إلى المنطقة الغير مفرغة من الأنبوبة وتسبب تآكل لوح الامتصاص. وتسمح الأنابيب الزجاجية – المعدنية للمزيد من الضوء بالوصول إلى لوح الامتصاص، وتحمي لوح الامتصاص والأنبوبة الحرارية من التآكل حتى لو كانوا مصنوعين من مواد مختلفة (انظر التآكل الجلفاني).
وقد تسمح الفجوات المتواجدة ما بين الأنابيب بسقوط الثلج خلال المجمع، مما يقلل من الخسائر في الإنتاج في بعض الظروف الثلجية، رغم أن نقصان الحرارة المنبعثة من الأنابيب يمكنه أيضا أن يمنع التسليط أو الإلقاء الفعال للثلوج المتراكمة.

### مقارنات ما بين مجمعات الألواح المسطحة ومجمعات الأنابيب المفرغة
هناك جدال موجود منذ وقت طويل ما بين أنصار هاتان التقنيتان. يمكن أن يكون بعضه له صلة بالتركيب أو البنية المادية لمجمعات الأنابيب المفرغة والتي لها منطقة امتصاص متقطعة. طائفة من الأنابيب المفرغة على سطح تحتوي على مساحة مفتوحة بين أنابيب التجميع، وفراغ بين الأنبوبتين الزجاجيتين متحدتا المركز لكل مجمع.
وحدة المساحة لسقف ما له فقط جزء صغير مغطى بأنابيب التجميع. وإذا تم مقارنة الأنابيب المفرغة بمجمعات الألواح المسطحة على أساس مساحة السطح المحتل أو المشغول، فإنه يمكن الوصول إلى استنتاج مختلف عما إذا تم مقارنة مساحات لوح الامتصاص. وبالإضافة لذلك، فإن الطريقة التي تحدد معيار ISO (9806)  تحدد الطريقة التي ينبغي استخدامها لقياس مدى كفاءة مجمعات الطاقة الشمسية الحرارية والتي تعد غير واضحة، حيث يمكن قياسها إما من حيث المساحة الإجمالية أو من حيث مساحة الامتصاص. ولسوء الحظ، محصلة الطاقة الناتجة لا تعطى للمجمعات الحرارية كما هو الحال في لوحات (PV) «الكهروضوئية». هذا يجعل من الصعب على المشترين والمهندسين اتخاذ قرارات مدروسة.
| [محل شك] | [محل شك] |
| مقارنة ما بين ناتج الطاقة (كيلو وات. ساعة/ يوم) لمجمع الألواح المسطحة (الخطوط الزرقاء، الديناميكا الحرارية S42- P [محل شك]، مساحة سطح الامتصاص 2.8 متر مربع) ومجمع الأنابيب المفرغة (الخطوط الخضراء، EVT 20= sun maxx [محل شك]، مساحة سطح الامتصاص 3.1 متر مربع). تم الحصول على البيانات من وثائق شهادات SRCC على شبكة الإنترنت [محل شك]. Ta- Tm= الفرق في درجة الحرارة بين الماء في المجمع ودرجة الحرارة المحيطة. Q= سطوع الشمس خلال القياسات. أولاً، كلما زادت قيمة Ta- Tm ، يفقد مجمع الألواح المسطحة الكفاءة بسرعة أكبر من مجمع الأنابيب المفرغة. وهذا يعني أن مجمع الألواح المسطحة يكون أقل كفاءة في إنتاج المياه الأعلى بمقدار 25 درجة مئوية عن البيئة المحيطة (أي: إلى يمين العلامات الحمراء في الرسم البياني) [محل شك]. ثانياً، حتى ولو كان ناتج الطاقة لكلا المجمعان تراجع بقوة في ظل ظروف الحرارة الغائمة (سطوع الشمس المنخفض)، فإن مجمع الأنابيب المفرغة ينتج الطاقة بصورة أكبر في وجود الغيوم عنه في حالة مجمع الألواح المسطحة. وعلى الرغم من أن الكثير من العوامل تعيق الاستقراء أو الاستنتاج من كلا المجمعان لإثنان من التقنيات المختلفة، إلا أنه أعلاه، العلاقات الأساسية ما بين كفاءتيهما تظل سارية.[محل شك] [محل شك]. | تجربة ميدانية توضح الاختلافات التي نوقشت في الشكل الموجود على اليسار. تم تركيب مجمع ألواح مسطحة ومجمع أنابيب مفرغة من نفس الحجم متجاورين على السطح، كلا منهم مزود بمضخة ووحدة تحكم وصهريج للتخزين. تم تسجيل عدة متغيرات خلال يوم فيه مطر متقطع وغيوم. الخط الأخضر= الإشعاع الشمسي. السطر العلوي العنابي يدل على درجة حرارة مجمع الأنابيب المفرغة والذي يكون فيه دوران المضخة أبطأ بكثير حتى أنه توقف لمدة 30 دقيقة خلال الفترات الباردة من اليوم (انخفاض الإشعاع)، مما يدل على بطء معدل جمع الحرارة. هبطت درجة حرارة مجمع الألواح المسطحة بشكل ملحوظ خلال اليوم (أسفل الخط القرمزي)، ولكنها بدأت في الدوران مرة أخرى في وقت لاحق من نفس اليوم عندما زاد الإشعاع. وقد زادت درجة الحرارة في صهريج تخزين المياه لنظام الأنابيب المفرغة (الرسم البياني الأزرق الداكن) بمقدار 8 درجات أثناء اليوم في حين أن درجة الحرارة في حالة نظام الألواح المسطحة (الرسم البياني الأزرق الفاتح) فقط ظلت ثابتة. Courtesy ITS-solar. |

عادة ما تفقد مجمعات الألواح المسطحة المزيد من الحرارة إلى البيئة أكثر من الأنابيب المفرغة، وتزداد هذه الخسارة مع فرق درجة الحرارة. إنها ليست مناسبة لتطبيقات درجة الحرارة المرتفعة مثل عملية إنتاج البخار. مجمعات الأنابيب المفرغة لديها مساحة لوح امتصاص أقل بالنسبة للمساحة الكلية (عادة من 60- 80 % من المساحة الإجمالية) مقارنة بالألواح المسطحة. (في التصاميم الأولية، شغلت مساحة لوح الامتصاص فقط حوالي 50 % من لوح المجمع. ولكن هذا قد تغير حيث أن هذه التقنية قد تقدمت من أجل زيادة منطقة الامتصاص). واستنادا إلى مساحة لوح الامتصاص، فإن معظم نظم الأنابيب المفرغة تكون أكثر كفاءة وفعالية للمتر المربع من أنظمة الألواح المسطحة المكافئة. وهذا ما يجعلها مناسبة عندما تكون مساحة السطح محدودة، على سبيل المثال، عندما يكون عدد قاطني مبنى ما أكثر من عدد الأمتار المربعة لمساحة سطح متاحة ومناسبة. وبشكل عام، لكل متر مربع قائم، تقدم الأنابيب المفرغة المزيد من الطاقة بشكل طفيف عندما تكون درجة الحرارة المحيطة منخفضة (على سبيل المثال: أثناء فصل الشتاء) أو عندما تكون السماء ملبدة لفترة طويلة. ولكن حتى في المناطق الخالية من الكثير من أشعة الشمس والحرارة الشمسية، فإن بعض مجمعات الألواح المسطحة منخفضة التكاليف قد تكون أكثر فعالية من ناحية التكلفة مقارنة بمجمعات الأنابيب المفرغة. وعلى الرغم من أن العديد من الشركات الأوروبية تصنع مجمعات الأنابيب المفرغة، إلا أنه يهيمن على سوق الأنابيب المفرغة مصنعين من الشرق. والعديد من الشركات الصينية لديها سجلات مسار ملائمة طويلة مدتها من (15- 30) سنة. ولا يوجد دليل واضح على أن هاتان التقنيتان للمجمعات (الألواح المسطحة والأنابيب المفرغة) تختلف الموثوقية فيها على المدى الطويل. ومع ذلك، فإن تقنية الأنابيب المفرغة هي الأحدث و (خاصة الأنواع الجديدة ذات الأنابيب الحرارية محكمة الغلق) لا تزال بحاجة إلى إثبات فترات العمر المكافئة للجهاز مقارنة بالألواح المسطحة. ويمكن لنمطية الأنابيب المفرغة أن تكون مفيدة فيما يخص الاستمرارية والصيانة، على سبيل المثال، إذا تقلص الفراغ الموجود بداخل إحدى الأنابيب المعنية.

رسم بياني يوضح مجمعات الألواح المسطحة متفوقة على الأنابيب المفرغة حتى 120 درجة فهرنهايت عن درجة الحرارة المحيطة، مظللة باللون الرمادي، مجموعة التشغيل العادية لأنظمة المياه الساخنة المنزلية باستخدام الطاقة الشمسية.

لمساحة امتصاص معينة، يمكن للأنابيب المفرغة أن تحافظ بالتالي على كفائتها على نطاق واسع من درجات الحرارة المحيطة ومتطلبات التدفئة. وفي معظم الأحوال الجوية، سوف تكون مجمعات الألواح المسطحة بشكل عام حلا أكثر فعالية من حيث التكلفة مقارنة بالأنابيب المفرغة.
وعندما تعمل على هيئة مصفوفات، وعند اعتبارها بدلا من ذلك على أساس المتر المربع الواحد، فإن مجمعات الأنابيب المفرغة الفعالة ولكن مكلفة قد يكون لها فائدة إجمالية في الشتاء كما أنها تعطي أيضا ميزة حقيقية في أشهر الصيف. مما يجعلها مناسبة أكثر لدرجات الحرارة المحيطة الباردة وتعمل بشكل جيد في حالات انخفاض أشعة الشمس باستمرار، موفرة للحرارة بصورة أكثر انتظاما من مجمعات الألواح المسطحة لكل متر مربع. وعلى الجانب الآخر، فإن تسخين المياه بواسطة وسيلة لكمية قليلة (أي: Ta- Tm) يمكن تأديته بشكل أكثر كفاءة باستخدام مجمعات الألواح المسطحة. وفي كثير من الأحيان، يقع الماء الساخن المنزلي ضمن هذه الفئة. المجمعات المسطحة المطلية أو غير المطلية هي الأجهزة المفضلة لتسخين مياه حمامات السباحة. وقد تكون المجمعات الغير مطلية مناسبة في البيئات الاستوائية أو شبه الاستوائية إذا كان هناك حاجة لتسخين المياه الساخنة المنزلية لأقل من (20) درجة مئوية. ويمكن لخريطة كنتورية أن تبين أي نوع هو الأكثر فعالية (لكلا من الكفاءة الحرارية وتكاليف إنتاج الطاقة) وذلك لأي منطقة جغرافية. إلى جانب الكفاءة، هناك اختلافات أخرى. يعمل (EHPTs) كصمام حراري ذو اتجاه واحد بسبب الأنابيب الحرارية. وهذا ما يعطيها أيضا درجة حرارة تشغيل قصوى كامنة أو متأصلة وهذا ما قد يعتبر خاصية للسلامة. ولديها سحب هوائي ديناميكي أقل، مما قد يسمح لها بأن توضع على السطح دون أن تكون مربوطة لأسفل. ويمكنها أن تجمع الإشعاع الحراري من الأسفل بالإضافة إلى الأعلى. ويمكن استبدال الأنابيب بشكل فردي دون إيقاف النظام بأكمله. ولا يوجد هناك تكثيف أو تآكل داخل الأنابيب. ويتمثل أحد عقبات توسيع نطاق اعتماد مجمعات الأنابيب المفرغة في بعض الأسواق في عدم قدرتها على اجتياز اختبارات الصدمة الحرارية الداخلية حيث أن الأيزو (2- 9806) القسم (9) من الفئة (ب) هو شرط للحصول على شهادة المتانة. وهذا يعني أنه إذا تعرضت مجمعات الأنابيب المفرغة للشمس الكاملة لفترة طويلة جدا قبل أن يتم ملأها بالماء البارد، فإن الأنابيب قد تتحطم بسبب التحول السريع في درجة الحرارة. وهناك أيضا مسألة تسرب الفراغ على مدى عمر الاستخدام. الألواح المسطحة قد أمكن استخدامها لمدة أطول، كما أنها أقل تكلفة. وقد تكون أسهل في التنظيف. والخصائص الأخرى، مثل المظهر وسهولة التركيب هي الأكثر موضوعية.

### الهواء

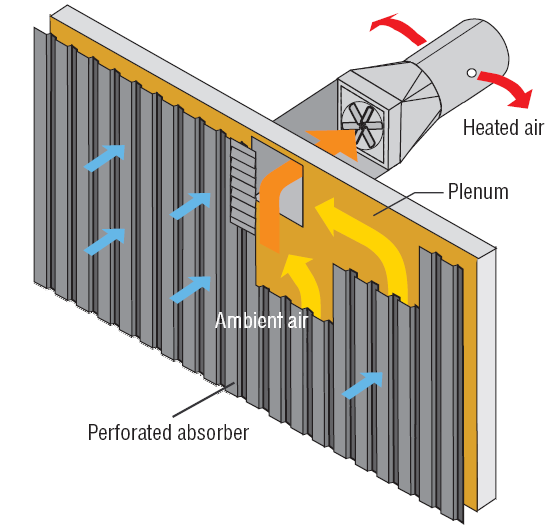
مجمع هوائي غير مطلي "واضح"

مجمعات الطاقة الشمسية لسخونة الهواء تسخن الهواء بشكل مباشر، ودائما تقريباً تستخدم لأغراض التدفئة. كما أنها تستخدم أيضا في التسخين المسبق للهواء في أنظمة (HVAC) الصناعية والتجارية. إنها تقع في فئتين: المطلية وغير المطلية.
الأنظمة المطلية لها صحيفة علوية شفافة وكذلك جانب معزول وألواح خلفية للتقليل من فقدان الحرارة إلى الجو المحيط. ويمكن لألواح الامتصاص في الألواح الحديثة أن تمتلك امتصاصية أكبر من (93 %). ويمر الهواء عادة على طول الجهة الأمامية أو الخلفية من لوح الامتصاص عندما يتم فصل الحرارة مباشرة منه. ويمكن بعد ذلك أن يتم توزيع الهواء المسخن مباشرة لبعض التطبيقات مثل أغراض التدفئة والتجفيف أو قد يتم تخزينه لاستخدامه في وقت لاحق.
الأنظمة غير المطلية، أو الأنظمة الهوائية الظاهرة، تتكون من لوح امتصاص يعبر من خلاله الهواء حيث أنه يفصل الحرارة من لوح الامتصاص. وتستخدم عادة هذه الأنظمة في التسخين المسبق للهواء في المباني التجارية.
وتعد هذه التقنيات من بين التقنيات الشمسية المتاحة الاقتصادية والأكثر كفاءة والتي يمكن الاعتماد عليها. واسترداد الألواح الشمسية المطلية لتسخين الهواء قد يكون لمدة أقل من (9- 15) سنة تبعا للوقود الذي يتم استبداله.

### السلطانية (القصعة)
الوعاء أو القصعة الشمسية هي إحدى مجمعات الطاقة الشمسية الحرارية والتي تعمل على غرار طبق القطع المكافئ، ولكن بدلا من استخدام مرآة تعقب مكافئة ذات جهاز استقبال ثابت، تمتلك القصعة مرآة كروية ثابتة ذات جهاز استقبال تتبعي.
وهذا يقلل من كفاءتها ولكن يجعلها أقل ثمناً لكي يتم بنائها وتشغيلها. ويطلق عليها المصممون مرآة ثابتة موزعة لنظام للطاقة الشمسية المركزة. ويتمثل السبب الرئيسي لتطويرها في تقليل تكاليف تحريك مرآة كبيرة لتعقب الشمس كما هو الحال في أنظمة طبق القطع المكافئ.
المرآة الثابتة المكافئة تكون صورة مختلفة للشمس وهي تتحرك في عرض السماء. وفقط عندما توجه المرآة مباشرة للشمس، يتركز الضوء في نقطة واحدة. وهذا هو السبب في أن أنظمة طبق القطع المكافئ تتبع الشمس. وتقوم المرآة الكروية الثابتة بتركيز الضوء في نفس المكان غير معتمدة على موضع الشمس. ومع ذلك، فإنه لا يتم توجيه الضوء إلى نقطة واحدة ولكن يتم توزيعة على خط من سطح المرآة لأحد أنصاف قطرها (على طول الخط الذي يمر عبر مركز الكرة والشمس).

كثافة الطاقة النموذجية على طول الخط المحوري لنصف قطر العاكس الكروي

وبما أن الشمس تتحرك عبر السماء، فإن فتحة العدسة لأي مجمع ثابت تتغير. وهذا يسبب تغيرات في كمية ضوء الشمس الملتقطة، منتجة ما يسمى بالتأثير الجيبي لإنتاج الطاقة. المؤيدون لتصميم القصعة الشمسية يدعوا بأنه يمكن تعويض انخفاض ناتج الطاقة الإجمالي مقارنة بمرايات القطع المكافئ المتتبعة عن طريق خفض تكاليف النظام.
ضوء الشمس المركز على الخط المحوري للعاكس الكروي يتم تجميعه باستخدام جهاز استقبال تتبعي. ويتمحور جهاز الاستقبال حول خط الاتصال وعادة ما يتم مواجهته. وقد يتكون هذا الجهاز من أنابيب تحمل السوائل من أجل النقل الحراري أو خلايا كهروضوئية للتحويل المباشر للضوء إلى كهرباء.
وقد نتج تصميم الوعاء أو القصعة الشمسية من مشروع لقسم الهندسة الكهربية لجامعة تكساس التقنية، برئاسة أدوين أوهير، لتطوير مشروع لإنتاج طاقة مقدارها 5 ميجا واط. وقد تم بناء القصعة الشمسية لبلدة كروزبيتون في تكساس كمرفق تجريبي. وكان قطر القصعة (65) قدم = (20) متر، تميل بزاوية مقدارها (15) درجة لتحسين العلاقة ما بين العائد والتكلفة (زاوية 33 درجة قد حسنت من العائد). وقد تقلصت حافة الكرة إلى (60) درجة، منتجة لفتحة قصوى مقدارها (3318) قدم مربع وهو ما يساوي (308.3) متر مربع. وقد أنتجت هذه القصعة التجريبية الكهرباء بمعدل زروة مقداره (10) كيلو واط. [بحاجة لمصدر]
وقد تم تطوير قصعة شمسية (أورفيلا) ذات قطر مقداره 15 متر من اختبار سابق من قصعة قطرها 3.5 متر خلال أعوام (1979- 1982) من قبل معهد تاتا لبحوث الطاقة. وقد أظهر هذا الاختبار استخدام القصعة الشمسية في إنتاج البخار لأغراض الطهي. وقد تم إجراء المشروع واسع النطاق لبناء قصعة شمسية ومطبخ ابتداءً من عام 1996 وأصبح مكتمل التشغيل بحلول عام 2001. [بحاجة لمصدر]

## أنواع المجمعات الشمسية المستخدمة لتوليد الكهرباء
تستخدم أحواض القطع المكافئ والأطباق والأبراج الموصوفة في هذا القسم تقريبا بشكل حصري في محطات توليد الطاقة الشمسية أو للأغراض البحثية. وعلى الرغم من بساطتها، إلا أن هذه المركزات الشمسية لا تزال بعيدة تماما عن التركيز الأقصى النظري. على سبيل المثال، تركيز أحواض القطع المكافئ هي حوالي (1/3) الحد الأقصى النظري لنفس زاوية القبول، وهذا هو، إجمالي التفاوتات المماثلة للنظام. وقد يتم تحقيق الاقتراب من الحد الأقصى النظري عن طريق استخدام مركزات أكثر تطوراً استناداً إلى البصريات غير المصورة.

### حوض القطع المكافئ

حوض القطع المكافئ

يستخدم عادة هذا النوع من المجمعات في محطات الطاقة الشمسية. حيث يتم استخدام عاكس قطع مكافئ على شكل حوض لتركيز أشعة الشمس على أنبوب معزول (أنبوب ديوار) أو أنبوب تسخين، موضوع عند نقطة الاتصال، وتحتوي على سائل تبريد والذي يعمل على نقل الحرارة من المجمعات إلى الغلايات في محطة توليد الكهرباء.

### طبق القطع المكافئ

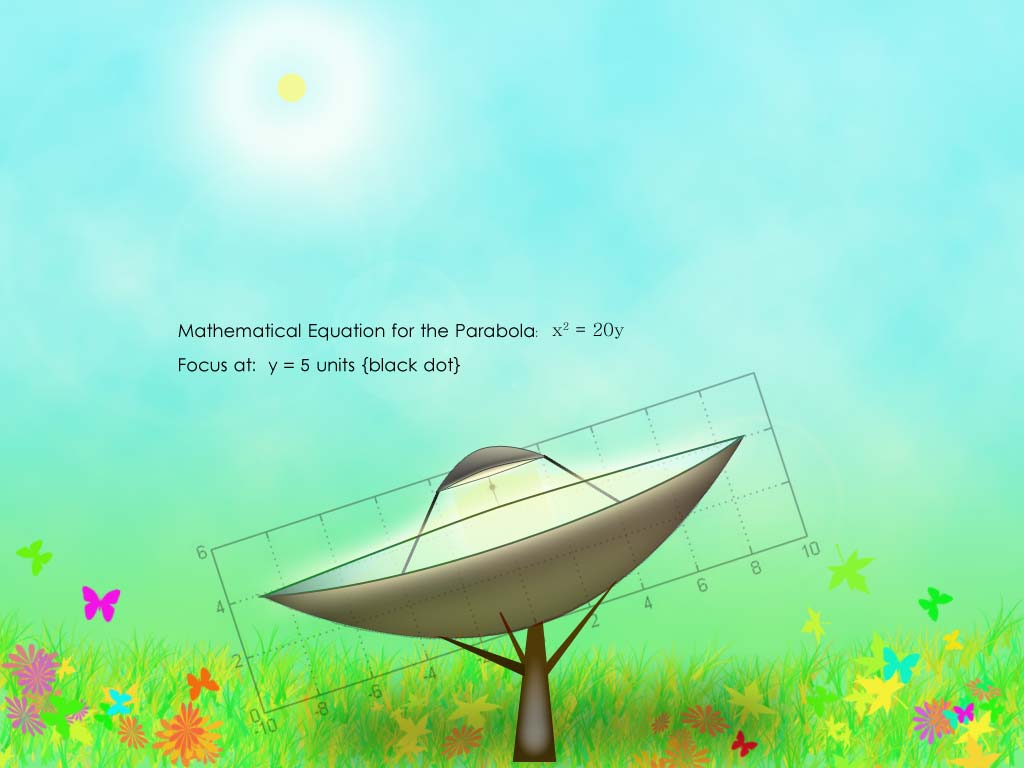
طبق القطع المكافئ الشمسي

هذا هو النوع الأكثر قوة من المجمعات. حيث يقوم واحد أو أكثر من الأطباق مكافئة المقطع بتركيز الطاقة الشمسية عند نقطة اتصال واحدة، بطريقة مشابهة لتلسكوب عاكس والذي يقوم بتركيز ضوء النجوم، أو لطبق هوائي يستخدم لتركيز موجات الراديو اللا سلكية. ويمكن استخدام هذه الهندسة في أفران الطاقة الشمسية ومحطات توليد الطاقة الشمسية.
هناك نوعان من الظواهر الرئيسية يمكن فهمهم لاستيعاب تصميم الطبق مكافئ المقطع. إحداهم هي أن شكل القطع المكافئ يتم تعريفه بحيث أن الأشعة الواردة والتي هي موازيه لمحور الطبق سوف يتم عكسها تجاه البؤرة، بغض النظر عن مكان وصولها على الطبق. المفتاح الثاني هو أن أشعة الضوء من الشمس والتي تصل لسطح الأرض تكاد تكون متوازية تماما. لذا، إذا كان الطبق محاذيا مع محوره مشيرا إلى الشمس، فإنه سوف يتم انعكاس تقريبا كل الأشعة الواردة تجاه نقطة البؤرة للطبق- معظم الخسارة تكون بسبب أوجه القصور في شكل القطع المكافئ والانعكاس المنقوص.
الخسائر الناجمة عن الأجواء ما بين الطبق ونقطة البؤرة تكاد تكون معدومة، حيث أن الطبق يتم تصميمه عموما ليكون صغير خصيصا بما يكفي بأن يكون هذا العامل غير ذي أهمية في يوم مشمس ومشرق. قارن هذا حتى مع بعض التصاميم الأخرى، وسوف تجد أن هذا يمكن أن يكون عاملا مهما، وإذا كان الطقس المحلي غير رائق أو ضبابي، فإن هذا قد يقلل من كفاءة الطبق مكافئ المقطع إلى حد كبير.
وفي تصاميم محطات توليد الطاقة باستخدام الأطباق مكافئة المقطع، يتم وضع محرك ستيرلينج بالإضافة إلى دينامو في بؤرة الطبق، والتي تمتص الحرارة من الإشعاع الشمسي الحادث وتحوله إلى كهرباء.

### برج الطاقة
برج الطاقة هو عبارة عن برج كبير محاط بمرايا للتتبع يُطلق عليها «هليوستات». تلك المرايا تحاذي بعضها البعض وتركز أشعة الشمس على جهاز الاستقبال عند الجزء العلوي من البرج، ويتم تحويل الحرارة المجمعة إلى محطة محطة توليد الكهرباء بالأسفل.

### المزايا
يتم الوصول إلى درجات حرارة عالية جدا. درجات الحرارة المرتفعة تكون مناسبة لتوليد الكهرباء باستخدام الطرق التقليدية مثل التوربين البخاري أو بعض التفاعلات الكيميائية عالية الحرارة المباشرة مثل الملح السائل.
- الكفاءة الجيدة. عن طريق تركيز أشعة الشمس، فإن الأنظمة الحالية قد يكون لها كفاءة أفضل من الخلايا الشمسية البسيطة.
- يمكن تغطية مساحة أكبر باستخدام المرايا غير المكلفة نسبياً بدلاً من استخدام الخلايا الشمسية المُكلفة.
- يمكن إعادة توجيه الضوء المركز إلى موقع مناسب عبر كابل الألياف البصرية. على سبيل المثال المباني المضيئة.
- يتم تحقيق تخزين الحرارة لإنتاج الطاقة أثناء الظروف الجوية الغائمة وخلال الليل، في الغالب بواسطة صهريج تخزين تحت الأرض من السوائل الساخنة. وقد استخدمت الأملاح المنصهرة للحصول على تأثير جيد.

### العيوب
- أنظمة التركيز تتطلب تتبع للشمس للحفاظ على تركيز أشعة الشمس على المجمع.
- عدم القدرة على توفير الطاقة في ظروف انتشار الضوء. الخلايا الشمسية قادرة على توفير بعض الإنتاج حتى لو كانت السماء غائمة قليلاً، ولكن ناتج الطاقة من أنظمة التركيز ينخفض بشكل كبير في الظروف الغائمة حيث أنّه لا يمكن تركيز الضوء المنتشر بشكل سلبي.

## المعايير
- طرق اختبار (ISO) لمجمعات الطاقة الشمسية.[16]
- EN 12975: أنظمة الطاقة الشمسية الحرارية ومكوناتها. المجمعات الشمسية.
- EN 12976: أنظمة الطاقة الشمسية الحرارية ومكوناتها. الأنظمة المصنعة في المصانع.
- EN 12977: أنظمة الطاقة الشمسية الحرارية ومكوناتها. الأنظمة المصنعة حسب الطلب.
- كيمارك الشمسية:[17] أنظمة الطاقة الشمسية الحرارية ومكوناتها. شهادة تسلسل (EN 1297X) الأعلى في المستوى والتي تتضمن زيارة المصانع.